# Aethiopocassis sensualis
Aethiopocassis sensualis is een keversoort uit de familie bladkevers (Chrysomelidae). De wetenschappelijke naam van de soort werd in 1924 gepubliceerd door Spaeth.